# Liste der Kulturdenkmale in Aichtal
In der Liste der Kulturdenkmale in Aichtal sind unbewegliche Bau- und Kunstdenkmale aller Stadtteile von Aichtal aufgeführt. Grundlage für diese Liste ist die vom Regierungspräsidium Freiburg herausgegebene Liste der Bau- und Kunstdenkmale.
Diese Liste ist nicht rechtsverbindlich. Eine rechtsverbindliche Auskunft ist lediglich auf Anfrage bei der Unteren Denkmalschutzbehörde der Stadt Aichtal erhältlich.
Die Liste für den Stadtteil Grötzingen basiert im Wesentlichen auf der Ortsanalyse des Landesdenkmalamts Baden-Württemberg.

## Bau- und Kulturdenkmale der Stadt Aichtal

### Aich
| Bild           | Bezeichnung              | Lage                      | Datierung                 | Beschreibung              | ID |
| -------------- | ------------------------ | ------------------------- | ------------------------- | ------------------------- | -- |
|                | Alte Schule              | Aich, Kirchweg 2 (Karte)  |                           | [ 2 ]                     |    |
| Weitere Bilder | Pfarrkirche mit Pfarrhof | Aich, Kirchweg 26 (Karte) | 2. Hälfte 15. Jahrhundert | Geschützt nach § 28 DSchG |    |

### Grötzingen
| Bild           | Bezeichnung                                                                                          | Lage                                                              | Datierung                 | Beschreibung                                                                                  | ID |
| -------------- | --- | ----------------------------------------------------------------- | ------------------------- | --------------------------------------------------------------------------------------------- | -- |
| Weitere Bilder | Stadtmauer mit Turm Am Weiherbach 13–15, auch: Turmstraße 12, 12a                                    | Grötzingen, Am Weiherbach 13–15, auch: Turmstraße 12, 12a (Karte) | 14. Jahrhundert           | Geschützt nach § 12 DSchG                                                                     |    |
|                | Wohngebäude Bismarckstraße 1                                                                         | Grötzingen, Bismarckstraße 1 (Karte)                              | 1839                      | Erhaltenswertes Gebäude                                                                       |    |
|                | Wohnhaus Bismarckstraße 3                                                                            | Grötzingen, Bismarckstraße 3 (Karte)                              | 17. Jahrhundert           | Verputzter Fachwerkbau mit zwei giebelseitigen Vorstößen und Knaggen Geschützt nach § 2 DSchG |    |
|                | Winkelgehöft Bismarckstraße 5                                                                        | Grötzingen, Bismarckstraße 5 (Karte)                              | 18. Jahrhundert           | Erhaltenswertes Gebäude                                                                       |    |
|                | Wohngebäude und Scheune Bismarckstraße 13                                                            | Grötzingen, Bismarckstraße 13 (Karte)                             | 16. Jahrhundert (Scheune) | Erhaltenswertes Gebäude                                                                       |    |
|                | Stadtmauerrest Grabenstraße 2–6, auch: Hindenburgstraße 30                                           | Grötzingen, Grabenstraße 2–6, auch: Hindenburgstraße 30 (Karte)   | 14. Jahrhundert           | Geschützt nach § 12 DSchG                                                                     | BW |
|                | zwei ehem. Pestfriedhöfe Grabenstraße                                                                | Grötzingen, Grabenstraße (Karte)                                  | 16. Jahrhundert (Scheune) | Erhaltenswertes Gebäude                                                                       | BW |
|                | Gusseiserner Pumpbrunnen mit Steinernem Trog Grabenstraße                                            | Grötzingen, Grabenstraße (Karte)                                  | 19. Jahrhundert           | Erhaltenswertes Gebäude                                                                       |    |
|                | Kriegerdenkmal 1914–18 Grabenstraße/Nürtinger Straße                                                 | Grötzingen, Grabenstraße/Nürtinger Straße (Karte)                 | 1920er Jahre              | Erhaltenswertes Gebäude                                                                       |    |
|                | Einhaus Hindenburgstraße 26                                                                          | Grötzingen, Hindenburgstraße 26 (Karte)                           | 19. Jahrhundert           | Erhaltenswertes Gebäude                                                                       | BW |
|                | Wohnhaus Lindenstraße 1                                                                              | Grötzingen, Lindenstraße 1 (Karte)                                | um 1800                   | Erhaltenswertes Gebäude                                                                       |    |
|                | Wohnhaus Nürtinger Straße 12                                                                         | Grötzingen, Nürtinger Straße 12 (Karte)                           | 1903                      | Erhaltenswertes Gebäude                                                                       |    |
|                | Wohnhaus Nürtinger Straße 37                                                                         | Grötzingen, Nürtinger Straße 37 (Karte)                           | Im Kern 18. Jahrhundert   | Erhaltenswertes Gebäude                                                                       |    |
|                | Lehrerwohnhaus Schulstraße 21                                                                        | Grötzingen, Schulstraße 21 (Karte)                                | 1914                      | Geschützt nach § 2 DSchG                                                                      |    |
|                | Schule Schulstraße 23                                                                                | Grötzingen, Schulstraße 23 (Karte)                                | 1914–1920                 | Geschützt nach § 2 DSchG                                                                      |    |
|                | Kindergarten Schulstraße 25                                                                          | Grötzingen, Schulstraße 25 (Karte)                                | 1928                      | Geschützt nach § 2 DSchG                                                                      |    |
|                | Geohrte Türrahmung Schulstraße 34                                                                    | Grötzingen, Schulstraße 34 (Karte)                                | 1794                      | Geschützt nach § 2 DSchG                                                                      |    |
|                | Wohngebäude Schulstraße 34                                                                           | Grötzingen, Schulstraße 34 (Karte)                                | 1794                      | Erhaltenswertes Gebäude                                                                       |    |
|                | Freifläche im Bereich der Baugruppe aus Schule, Lehrerwohngebäude und Kindergarten Schulstraße 21–25 | Grötzingen, Schulstraße 21–25 (Karte)                             | 1920                      | Erhaltenswerte Freifläche                                                                     | BW |
|                | Steinreliefs: Neidkopf und Fabelwesen Turmstraße 12                                                  | Grötzingen, Turmstraße 12 (Karte)                                 |                           | Geschützt nach § 2 DSchG                                                                      |    |
|                | Scheune Turmstraße 12a                                                                               | Grötzingen, Turmstraße 12a (Karte)                                | 17./18. Jahrhundert       | Erhaltenswertes Gebäude                                                                       |    |
|                | Wohnhaus Turmstraße 13                                                                               | Grötzingen, Turmstraße 13 (Karte)                                 | 1892                      | Erhaltenswertes Gebäude                                                                       |    |

### Neuenhaus
| Bild | Bezeichnung                                       | Lage                                                                                 | Datierung | Beschreibung                                                               | ID |
| ---- | ------------------------------------------------- | ------------------------------------------------------------------------------------ | --------- | -------------------------------------------------------------------------- | -- |
|      | Grabhügelgruppe                                   | Neuenhaus, Flur Betzenberg                                                           |           | Westlich des Ortes im Wald gelegene Grabhügel Geschützt nach § 12 DSchG    |    |
|      | Grabhügelgruppe                                   | Neuenhaus, Flur Betzenberg, Flur Schlaitdorfer Viehweide                             |           | südwestlich des Ortes im Wald gelegene Grabhügel Geschützt nach § 12 DSchG |    |
|      | Grabhügelgruppe                                   | Neuenhaus, Flur Hinterer Mönchwald                                                   |           | südwestlich des Ortes im Wald gelegene Grabhügel Geschützt nach § 12 DSchG |    |
|      | ehemalige Lehmgruben und Steinbruch am Betzenberg | Neuenhaus, Flur Dornhalde, Erdgruben, Untere Neuhauser Wand, Dachsbuckel oder Greuth |           | Geschützt nach § 22 DSchG                                                  |    |
|      | Pfarrkirche Unserer lieben Frau                   | Neuenhaus, Kirchplatz 1 (Karte)                                                      | 1480      | Geschützt nach § 28 DSchG                                                  |    |